# 張堪 (岐阜県)
株式会社張堪（ちょうかん）は、岐阜県大垣市俵町25に本社を置く主に医薬品・医療機器の卸売りを扱う企業であった。現在は中北薬品である。

## 概要
- 昭和初期の岐阜県売薬同業組合は「佰屋薬品株式会社」「株式会社張堪」「合資会社生田薬店」「合名会社片野源七商店」「合資会社かめや薬店」が大手であった。昭和15年8月「岐阜県医薬品卸商業組合」が設立され、「佰屋薬品株式会社」「株式会社張堪」「合資会社生田薬店」「合名会社松久染料薬品」「合名会社片野源七商店」「合資会社かめや薬店」「伊勢久株式会社」「株式会社原三薬局」が加盟する。

## 会社概要
- 代表取締役社長　川勝慶三

## 沿革
- 平成2年10月「中北薬品株式会社」と合併

## 事業所
- 岐阜営業所　羽島郡岐南町徳田2-170
- 高山営業所　高山市天満町2-84
- 多治見営業所　多治見市平和町8-65
- 長浜営業所　長浜市元浜26-35

## 主な取引メーカー
- 塩野義製薬